# Sabian
Sabian je kanadská společnost, která vyrábí činely a další příslušenství k činelům.

## Historie
Společnost Sabian založil v roce 1981 ve vesnici Meductic v Kanadě Robert Zildjian syn Avedise Zildjiana, ředitele společnosti Zildjian. Společnost Zildjian vedl podle rodinné tradice vždy nejstarší syn z rodiny, po smrti Avedise se tak stal ředitelem firmy jeho nejstarší syn Armand. Toto rozhodnutí vedlo k rodinným a právním sporům mezi bratry Armandem a Robertem a vyústilo v odchod Roberta ze společnosti. Armand po dohodě poskytl Robertovi továrnu v Kanadě. Po vzájemné dohodě nakonec Robert souhlasil, že nebude používat značku Zildjian, a založil proto konkurenční společnost s názvem Sabian. Společnosti Sabian a Zildjian jsou dodnes velkými rivaly, jejich činely patří mezi nejoblíbenější na světě.
Společnost Sabian se prosadila na trhu teprve roku 1983 s řadami AA a HH. Tyto činely byly původně vyvinuty pro symfonickou a orchestrální hudbu. V průběhu let se portfolio společnosti rozšířilo o další řady činelů (např.: Sbr, B8X, Artisan, Paragon, FRX, Crescent, AAX a HHX).
Robert Zildjian vytvořil jméno firmy „Sabian“ z prvních dvou písmen svých tří dětí: Sally, Billy a Andy.

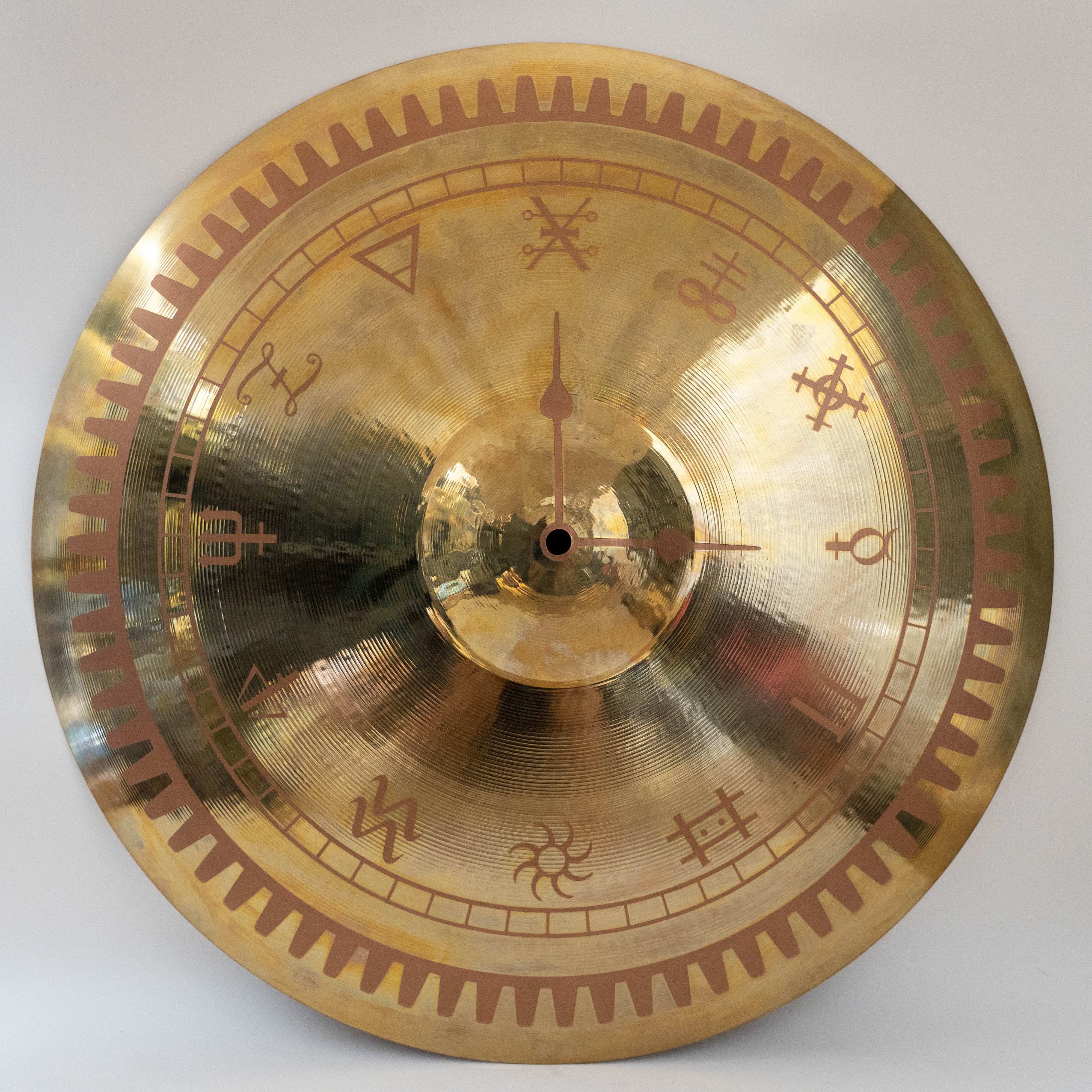
Ride činel Sabian Paragon.

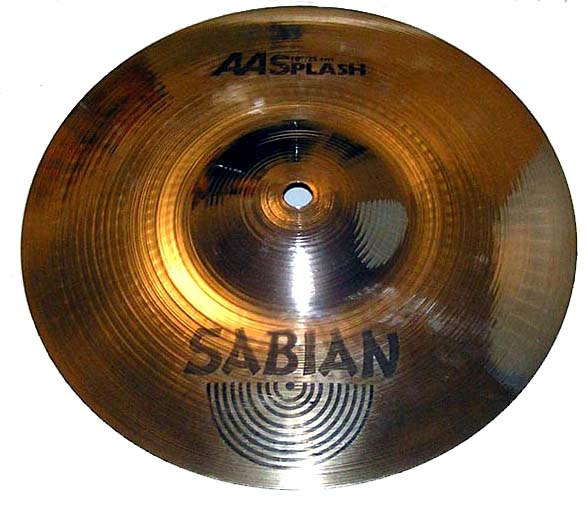
Splash činel Sabian AA.

V roce 2022 je prezidentem a generálním ředitelem společnosti Andy Zildjian (nejmladší syn Roberta Zildjiana)

## Produkty

#### Činely řady:
- Sbr
- B8X
- XSR
- Paragon
- Artisan
- HH
- AA
- HHX
- AAX

## Umělci
- Mike Portnoy – Dream Theater, The Winery Dogs
- Neil Peart – Rush
- Peter Criss – KISS
- Phil Collins – Genesis
- Carmine Appice – Cactus
- Dave Weckl
- Jack DeJohnette
- Bill Ward – Black Sabbath
- Vinnie Paul – Pantera, Hellyeah
- Ray Luzier – Korn
- Stix Zadinia – Steel Panther
- Vinny Appice – Dio, Heaven and Hell, Last in Line
- The Rev – Avenged Sevenfold
- Daniel Erlandsson – Arch Enemy
- Rikki Rockett – Poison
- Simon Wright – AC/DC, Dio, Operation: Mindcrime
- Frank Ferrer – Guns N' Roses
- A. J. Pero – Twisted Sister
- Brent Fitz – Slash ft. Myles Kennedy and The Conspirators
- Terry Bozzio – Frank Zappa

- Tim Yeung – Morbid Angel
- Daniel Adair – Nickelback
- Dave Abbruzzese – Pearl Jam
- Gene Hoglan – Testament, Dark Angel